# Gottes Wort im Kirchenjahr
Gottes Wort im Kirchenjahr ist eine seit mehr als 50 Jahren erscheinende Predigtzeitschrift, die jährlich in drei Bänden von der Deutschen Ordensprovinz der Oblaten in Zusammenarbeit mit dem Echter Verlag herausgegeben wird. Der erste Band widmet sich der Zeit von Advent bis Aschermittwoch, der zweite Bahn der Fasten- und Osterzeit und der dritte Band der Zeit nach Pfingsten. Für jeden Sonn- und Festtag bietet die Zeitschrift Anregungen und Texte zur Liturgie, unter anderem Liedvorschläge, Hinführungen zu den Lesungen, Fürbitten und Predigtvorlagen und ist damit ein praktisches Werkbuch für alle, die Predigten und Gottesdienste vorzubereiten haben.